# Dracophyllum elegantissimum
Dracophyllum elegantissimum är en ljungväxtart som beskrevs av Stephanus Venter. Dracophyllum elegantissimum ingår i släktet Dracophyllum och familjen ljungväxter. Inga underarter finns listade i Catalogue of Life.